# Petite Chapelle de Guernesey
Pour l’article homonyme, voir Petite-Chapelle.

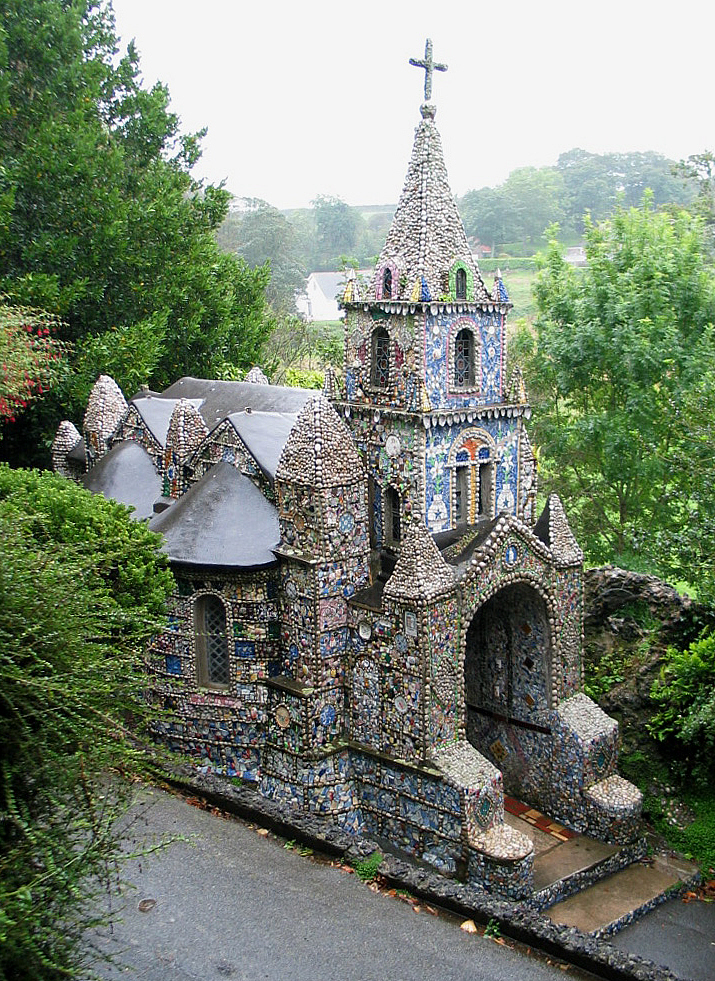
La Petite Chapelle de Guernesey.

La Petite Chapelle (en guernesiais : la p'tite capelle d'Saint Andri ; en anglais : the Little Chapel)  est une chapelle édifiée en 1914 dans la paroisse de Saint-André-de-la-Pommeraye (Saint Andri en guernesiais) sur l'île de Guernesey.

## Présentation
La Petite Chapelle est un édifice édifié dans le lieu-dit des Vauxbelets situé sur le territoire paroissial de Saint-André-de-la-Pommeraye à Guernesey. 
Après la promulgation de la Loi de séparation des Églises et de l'État de 1905, un certain nombre de religieux français émigrèrent vers les îles Anglo-Normandes et vers le Canada dans les années qui suivirent. En décembre 1913, le Frère Déodat-Antoine (Antoine Treilhaud, 1878-1951, Frère des Écoles chrétiennes) arriva aux Vauxbelets. Il contempla la colline boisée en face de la vallée et l'idée lui vint de creuser une grotte semblable à la grotte de Lourdes et une chapelle ressemblant à la basilique Notre-Dame-du-Rosaire de Lourdes. Il construisit une première chapelle de trois mètres sur un mètre et demi, mais l'édifice était tellement petit qu'il le démolit. Après cette première chapelle, il se remit au travail, et en juillet 1914 la grotte était creusée et officiellement bénie. Peu après il érigea une deuxième petite chapelle, longue de trois mètres. Celle-ci subsista jusqu'en septembre 1923. Au cours de ce mois-là le Frère Déodat-Antoine la détruisit parce que l'évêque de Portsmouth n'avait pu passer la porte d'entrée. Ce fut la fin de la deuxième petite chapelle. Peu après le Frère Déodat-Antoine se mit à construire une troisième chapelle qui existe aujourd'hui. Le Frère Déodat-Antoine recueillit des cailloux et des morceaux de porcelaine pour la décoration de la chapelle. Les habitants de Guernesey apportèrent de la porcelaine en couleur pour la chapelle et même le Lieutenant-gouverneur de l'île offrit une superbe nacre.
En 1939, le Frère Déodat-Antoine rentra en France pour des raisons de santé. Après son départ le Frère Céphas fut chargé de l'entretien de la Petite Chapelle, dont il s'occupa jusqu'à sa retraite en 1965. Ensuite, l'entretien manqua pendant plusieurs années, jusqu'à ce qu'en 1977 un conseil d'administration fut créé pour la restauration de la chapelle. Les fondations furent stabilisées et la toiture rénovée. Depuis 1999, les élèves de Blanchelande College entretiennent l'édifice religieux.

## Galerie photographique

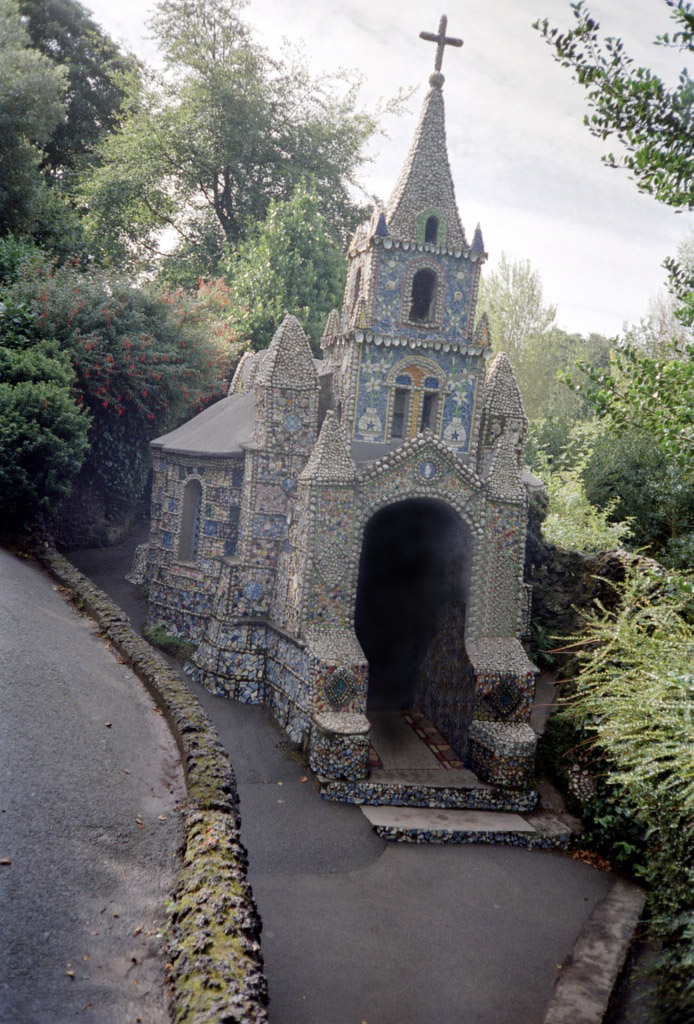
Vue d'ensemble de la Petite Chapelle
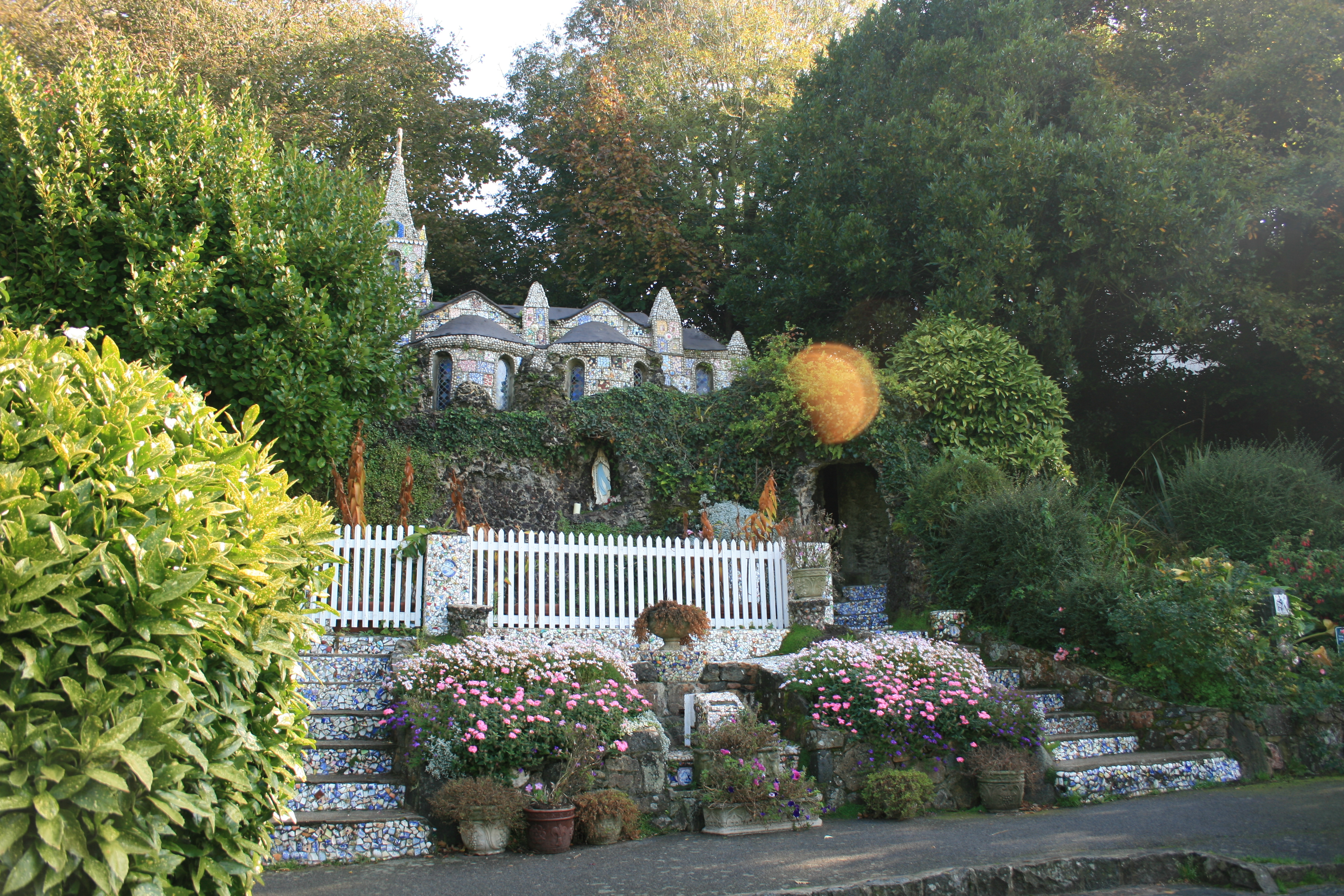
La grotte sous la Petite Chapelle
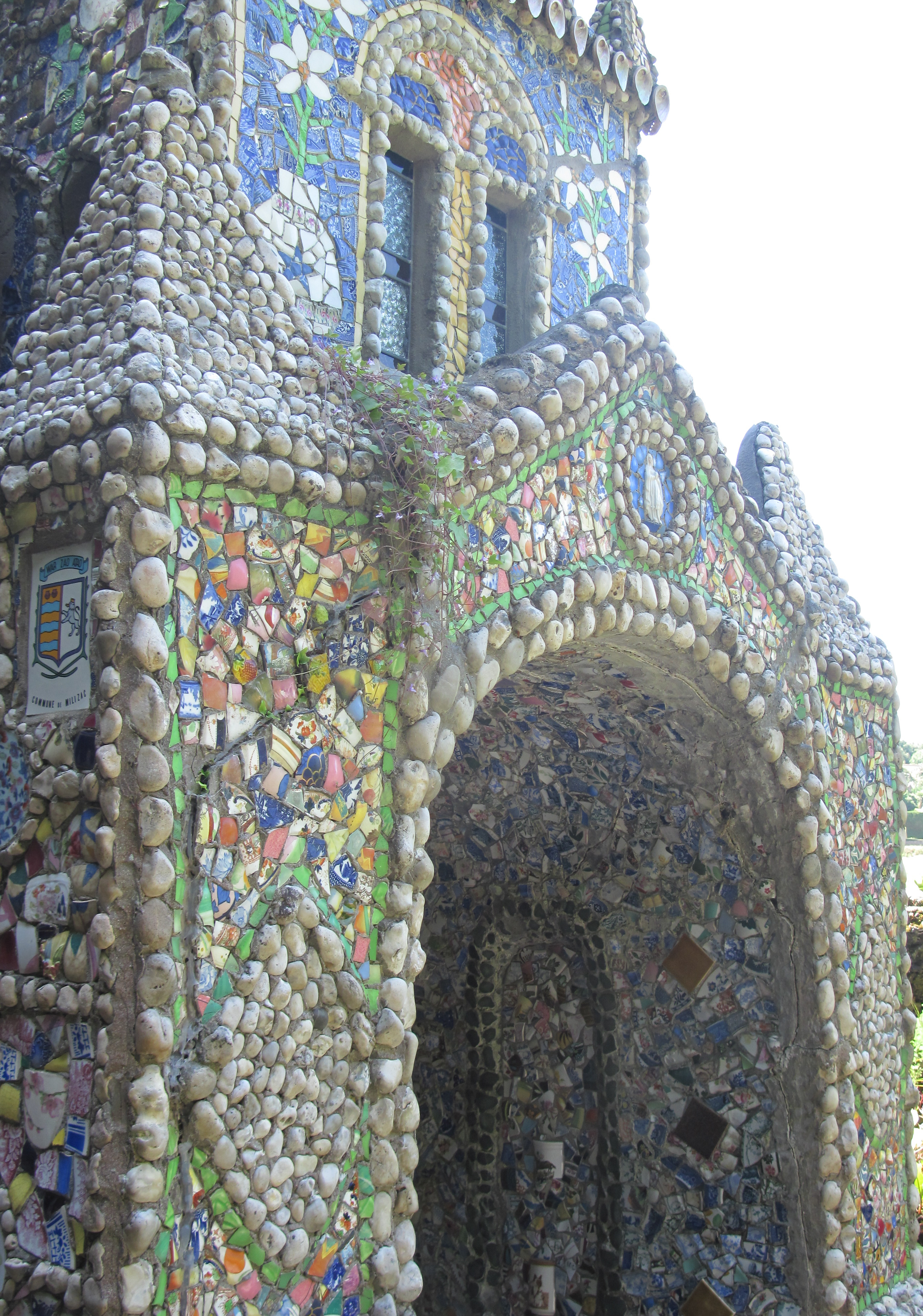
Détail de l'entrée de la Petite Chapelle
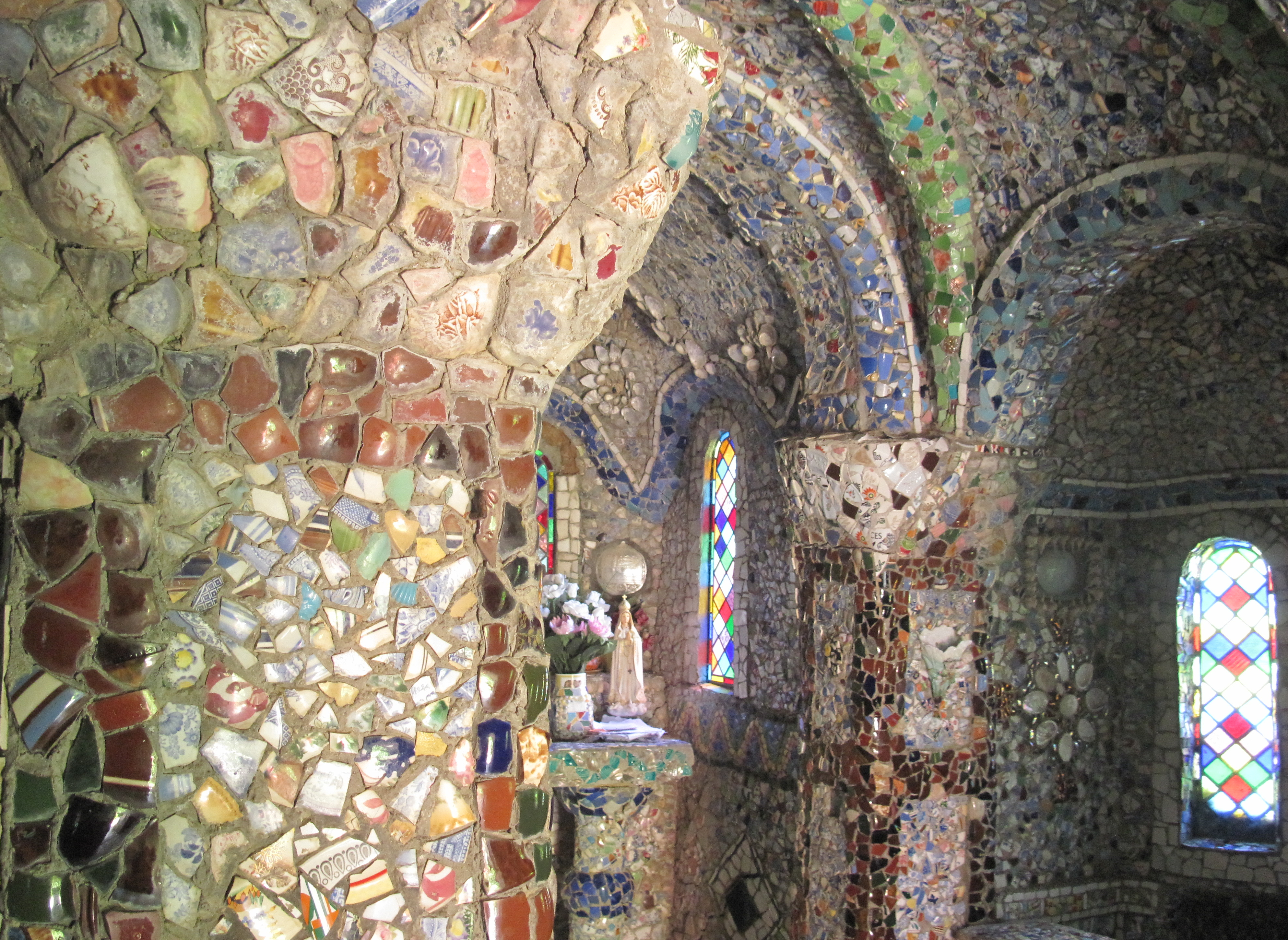
Pilier et vitraux de la Petite Chapelle
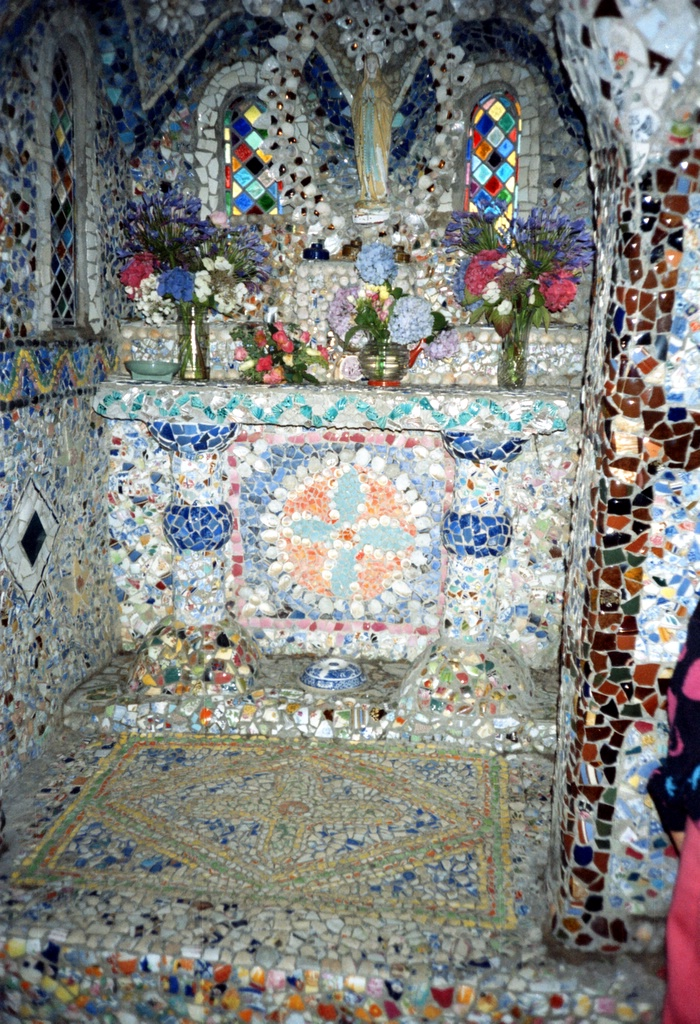
Tabernacle de la Petite Chapelle